# Сергій Мошников
Сергій Мошников (ест. Sergei Mošnikov, нар. 7 січня 1988, Пярну) — естонський футболіст, півзахисник.
Насамперед відомий виступами за клуби «Геренвен» та «Флора», а також національну збірну Естонії.

## Клубна кар'єра
У дорослому футболі дебютував 2005 року виступами за команду клубу «Геренвен», в якій провів один сезон. 
Протягом 2006—2007 років захищав кольори команди клубу «Вапрус Пярну».
Своєю грою за останню команду привернув увагу представників тренерського штабу клубу «Флора», до складу якого приєднався 2007 року. Відіграв за талліннський клуб наступні чотири сезони своєї ігрової кар'єри. Більшість часу, проведеного у складі талліннської «Флори», був основним гравцем команди.
До складу клубу «Погонь» (Щецин) приєднався 2011 року. Наразі встиг відіграти за команду зі Щецина 12 матчів в національному чемпіонаті.

## Виступи за збірні
Грав у складі юнацької збірної (6 ігор, 1 гол) та молодіжної збірної Естонії (18 ігор, 1 гол).
У 2010 році дебютував в офіційних матчах у складі національної збірної Естонії. Наразі провів у формі головної команди країни 7 матчів.

## Досягнення
- Чемпіон Естонії (3):

«Флора»: 2010, 2011
«ФКІ Таллінн»: 2016
- Кубок Естонії (4):

«Флора»: 2007-08, 2008-09, 2010-11
«Пайде»: 2021-22
- Володар Суперкубка Естонії (3):

«Флора»: 2009, 2011
«Пайде»: 2023